# Гипотеза Кёте
Гипотеза Кёте — проблема в теории колец, остающаяся открытой по состоянию на 2024 год. Гипотеза может формулироваться различными способами. Пусть R — кольцо. Одна из формулировок гипотезы — если R не имеет ниль-идеала, отличного от {\displaystyle \{0\}}, тогда оно не имеет одностороннего ниль-идеала, отличного от {\displaystyle \{0\}}.
Вопрос поставил в 1930 году Готтфрид  Кёте (1905–1989). Было показано, что гипотеза Кёте верна для различных классов колец, таких как кольца с полиномиальным тождеством и правые нётеровы кольца, но общее утверждение остаётся недоказанным.

## Эквивалентные формулировки
Гипотеза имеет несколько различных формулировок:
1. В любом кольце сумма двух левых ниль-идеалов является ниль-идеалом.
2. В любом кольце сумма двух односторонних ниль-идеалов является ниль-идеалом.
3. В любом кольце любой левый или правый ниль-идеал кольца содержится в верхнем ниль-радикале[англ.] кольца.
4. Для любого кольца R и любого ниль-идеала J кольца R матричный идеал {\displaystyle \mathrm {M} _{n}(J)} является ниль-идеалом {\displaystyle \mathrm {M} _{n}(R)} для любого n.
5. Для любого кольца R и любого ниль-идеала J кольца R матричный идеал {\displaystyle \mathrm {M} _{2}(J)} является ниль-идеалом {\displaystyle \mathrm {M} _{2}(R)}.
6. Для любого кольца R верхний ниль-радикал {\displaystyle \mathrm {M} _{n}(R)} является набором матриц с элементами из верхнего ниль-радикала кольца R для любого положительного целого n.
7. Для любого кольца R и любого ниль-идеала J кольца R многочлены с переменной x и коэффициентами из J лежат в радикале Джекобсона полиномиального кольца R[x].
8. Для любого кольца R радикал Джекобсона R[x] состоит из многочленов с коэффициентами из верхнего ниль-радикала кольца R.

## Связанные проблемы
Гипотеза Амицура гласит: «Если J является ниль-идеалом в R, то J[x] является ниль-идеалом в полиномиальном кольце R[x]». Если эта гипотеза верна, то она помогла бы доказать гипотезу Кёте посредством эквивалентных утверждений приведенных выше, однако Агата Смоктунович предоставила контрпример. Хотя это не опровергает гипотезу Кёте, но формирует подозрение в её неверности.
В статье Кегеля было доказано, что кольцо, являющееся прямой суммой двух нильпотентных подколец, само нильпотентно. Возникает вопрос, можно ли заменить здесь «нильпотентных» на «локально нильпотентных» или «ниль-колец». Частичный прогресс был, когда Келарев привёл пример кольца, не являющегося ниль-кольцом, но являющегося суммой двух локально нильпотентных колец. Это показывает, что вопрос Кегеля о замене на «локально нильпотентных» имеет отрицательный ответ.
Сумма нильпотентного подкольца и ниль-подкольца всегда является ниль-кольцом.